# Corpoyer-la-Chapelle
Corpoyer-la-Chapelle ist eine französische Gemeinde mit 37 Einwohnern (Stand 1. Januar 2022) im Département Côte-d’Or in der Region Bourgogne-Franche-Comté. Sie gehört zum Arrondissement Montbard und zum gleichnamigen Kanton Montbard.

## Lage
Die Gemeinde liegt rund 22 Kilometer südöstlich von Montbard am Ufer des Flusses Vau.
Sie wird von den Gemeinden Darcey im Westen und Frôlois im Osten umgeben.

## Bevölkerungsentwicklung
| Jahr                       | 1962 | 1968 | 1975 | 1982 | 1990 | 1999 | 2008 | 2015 |
| -------------------------- | ---- | ---- | ---- | ---- | ---- | ---- | ---- | ---- |
| Einwohner                  | 46   | 51   | 25   | 12   | 28   | 26   | 22   | 25   |
| Quellen: Cassini und INSEE |      |      |      |      |      |      |      |      |